# 何永炎
何永炎（1940年1月—），男，汉族，安徽和县人，中共党员，中华人民共和国政治人物、学者。

## 生平
1965年毕业于合肥师范学院（安徽师范大学前身）政教系，毕业后参加农村社教工作。1967年起先后在马鞍山第六中学、马鞍山革委会教育小组、马鞍山市教育局工作。1975年后历任马鞍山市委宣传部教卫科副科长、理论教育科科长，中共马鞍山市委常委、宣传部长。1991年调至安徽省社会科学院工作，先后担任副院长、院长、党组副书记、书记。1994年任中共安徽省委宣传部副部长。:220

## 作品
著有散文随笔集《秋日漫语》、《湖上随笔》、《荔园书话》等。